# Teigan Island
Teigan Island ist eine 300 m lange Felseninsel im Archipel der Windmill-Inseln vor der Budd-Küste des ostantarktischen Wilkeslands. Sie liegt 160 m nordöstlich der Insel Bosner Island nahe dem südlichen Ende des Archipels.
Die Insel wurde anhand von Luftaufnahmen der US-amerikanischen Operation Highjump (1946–1947) vom Februar 1947 kartiert. Das Advisory Committee on Antarctic Names benannte sie 1963 nach Bernarr Teigan (1920–1999) von der United States Navy, Mitglied der Central Task Group bei der Operation Highjump und im Januar 1948 beteiligt an der Erstellung von Fotografien der Windmill-Inseln bei der Operation Windmill.